# トミー・ラモーン

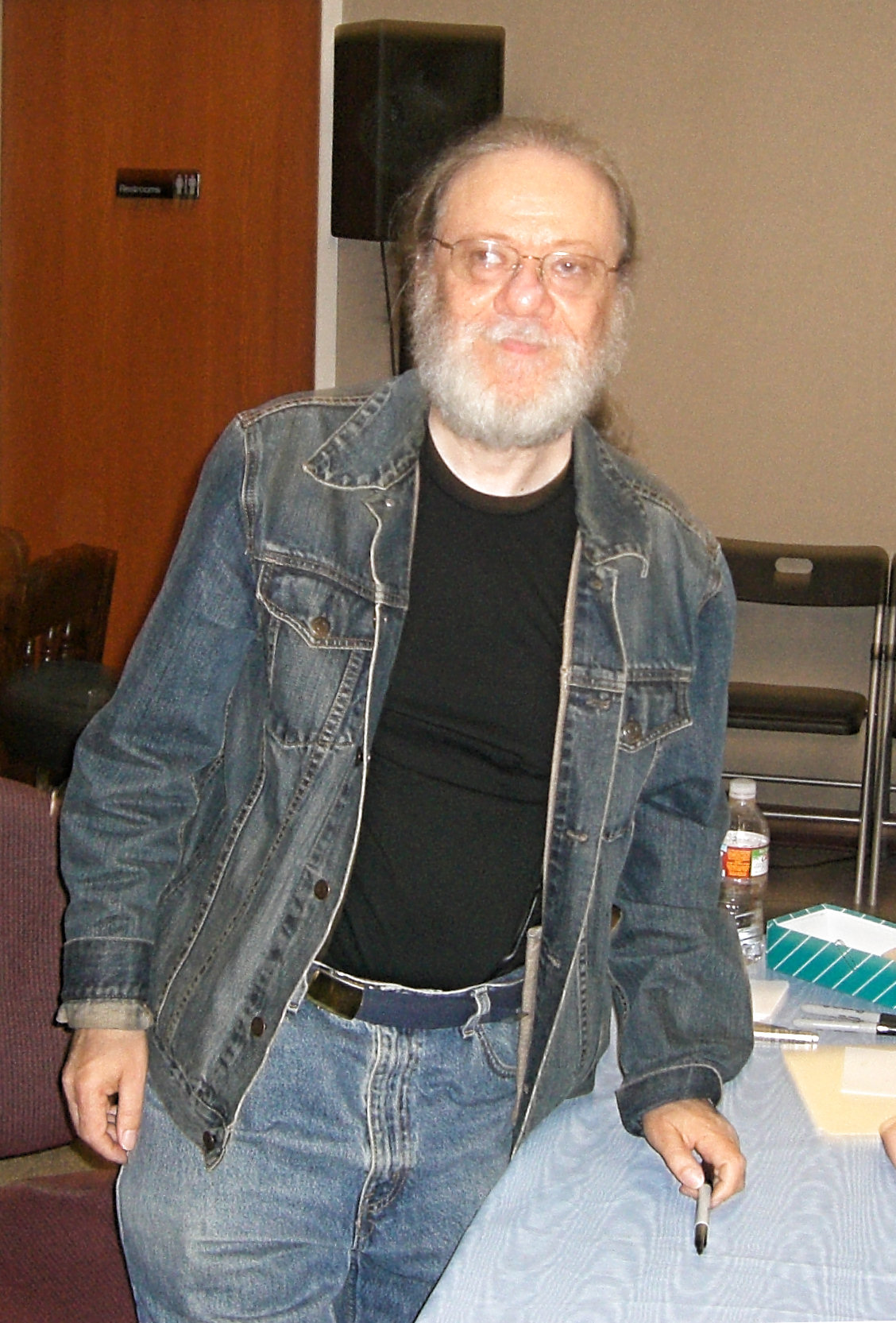
トミー・ラモーン（トーマス・アーデライ）

トマス・アーデライ（Thomas Erdelyi）ことトミー・ラモーン（Tommy Ramone、1949年1月29日 - 2014年7月11日）は、アメリカのバンドラモーンズの元メンバーでドラマー、プロデューサー、ソングライター。ラモーンズのオリジナルメンバー。

## 来歴
出生名エルデーイ・タマーシュ（Erdélyi Tamás）。ハンガリーのブダペストで、ホロコーストを生き延びたユダヤ人の写真家の両親の元に生まれ、若いころにアメリカに移住した。
2014年7月11日、ニューヨーク市クイーンズ区で胆管がんのため死去。享年65であった。